# لمور موشی بونگولاوا
لمور موشی بونگولاوا (نام علمی: Microcebus bongolavensis) نام یک گونه از سرده لمورهای موشی است.